# La Baussaine
La Baussaine település Franciaországban, Ille-et-Vilaine megyében. Lakosainak száma 675 fő (2022. január 1.). La Baussaine Cardroc, Les Iffs, Longaulnay, Miniac-sous-Bécherel, Saint-Thual, Tinténiac és Trimer községekkel határos.

## Népesség
A település népességének változása:
| Lakosok száma | 509  | 421  | 447  | 579  | 640  | 654  | 667  | 673  | 675  | 675  |
|               | 1968 | 1982 | 1990 | 2006 | 2013 | 2015 | 2017 | 2019 | 2020 | 2022 |